# Дасье, Бон-Жозеф
Барон Бон-Жозеф Дасье (1742—1833) — французский учёный.
В 1772 году он опубликовал свой перевод Элиана и в том же году избран в члены академии надписей. В качестве её постоянного секретаря с 1783 г. много сделал для издания неизданных рукописей Парижской библиотеки и т. п.
В 1800 году назначен главным библиотекарем национальной библиотеки, в 1823 г. избран во французскую академию. Его труды: «Rapport sur les progrès de l’histoire et de la littérature ancienne depuis 1789» (нов. изд. 1870); «Dissertations philosophiques», «Eloges d’académiciens», «Mémoires historiques», большая часть которых помещена в «Journal des Savants» и др.